# فريدي غرين
فريدي غرين (بالإنجليزية: Freddie Green)‏ هو لاعب كرة قدم بريطاني في مركز الظهير، ولد في 9 سبتمبر 1916 في شفيلد في المملكة المتحدة، وتوفي في 10 سبتمبر 1998 في المملكة المتحدة. لعب مع برايتون أند هوف ألبيون.